# 한상우 (음악평론가)
한상우(韓相宇, 1938~2005)는 대한민국 음악평론가이다. 호는 운천(韻泉). 충청북도 제천시 출생. 본관은 청주. 서울대학교 음대 작곡과를 졸업하고 단국대학교 대학원을 졸업했다.
무학여중과 경기중 음악교사를 역임하고, 1969년 MBC TV 개국 요원으로 입사해 고전음악 담당 제작위원으로 있으면서 1971년부터 평론가로 활동했다. 1972년 MBC FM 개국과 함께 클래식 해설 프로그램 <나의 음악실>의 진행을 1984년 막을 내릴 때까지 맡았다.
진지함과 대중성을 갖춘 차분한 해설로 인기를 얻었고 장수 프로그램으로 이끌면서 클래식음악 대중화에 기여했다.
2005년 8월 16일 서울 이화여대 목동병원에서 지병으로 별세했다.

## 경력
- 문화방송 제작위원
- 서울예고 음악과장(1984~1996)
- 국제음악제 운영위원
- 서울올림픽 문화예술 자문위원
- 예술의전당 이사
- KBS교향악단 운영위원
- 세종문화회관 이사
- 국립중앙극장 운영심의위원
- 광화문문화포럼 운영위원
- 국립합창단 이사
- 한국바그너협회 회장
- 서울대학교음악대학 동창회장
- 대관령국제음악제추진위원장

## 저서
- 《선율 온 영혼의 불꽃》
- 《삶과 죽음의 음악》
- 《북한 음악의 실상과 허상》
- 《한국 양악인물사1-기억하고 싶은 선구자들》
- 《한국오페라 50년사》

## 집필
- 《예술원 50년사 양악 부문》
- 《예술총집 3·4집》

## 수상
- 제1회 예술평론가상(1980, 음악부문)
- 94한국음악상(1994, 평론부문)
- 대한민국 문화예술상(1998, 음악부문)
- 허행초상(2003)